# القاضية إيمي (مسلسل)
القاضية إيمي مسلسل تلفزيوني أمريكي درامي عرض على هيئة الإذاعة الكولومبية من 19 سبتمبر 1999 إلى 3 مايو 2005 حيث تم تصوير 6 أجزاء بواقع 138 حلقة .

## القصة
تدور أحداث المسلسل حول القاضية إيمي غراي . من الناحية المهنية فإنه يتوجب عليها أن تثبت بأن القاضية المرأة لا تقل شأنا عن القاضي الرجل ومن الناحية العائلية فإنه يتوجب عليها تربية ابنتها لورين كاسيدي ومراعاة والدتها الأرملة ماكسين غراي ومن الناحية الشخصية فإنه يتوجب عليها أن تثبت أنوثتها بالعثور على الرجل المثالي الذي يستطيع التعايش معها .

## الشخصيات
| الممثل(ة)        | الشخصية        | عدد الحلقات |
| إيمي برينيمان    | أمي غراي       | 138         |
| ريتشارد ت. جونز  | بروس فان إكسل  | 138         |
| جيسيكا توك       | غيليان غراي    | 138         |
| ماركوس غياماتي   | بيتر غراي      | 138         |
| كارل وارين       | لورين كاسيدي   | 138         |
| تاين دالي        | ماكسين غراي    | 138         |
| جيليان أرمينانت  | دونا كوزلوفسكي | 130         |
| تيموثي أوموندسون | شين بوتر       | 89          |
| دان فوترمان      | فينسينت غراي   | 76          |
| كيفن رام         | كايل مكارتي    | 66          |
| ---------------- | -------------- | ----------- |

## جوائز المسلسل
| السنة | المهرجان                                  | الجائزة                                                         | الحاصل عليها  |
| 2000  | مهرجان أسكاب للسينما والتلفزيون والموسيقى | أفضل مسلسل تلفزيوني                                             | المسلسل       |
| 2000  | مهرجان جينيسيس                            | أفضل مسلسل تلفزيوني درامي                                       | المسلسل       |
| 2000  | مهرجان دليل التلفزيون                     | أفضل ممثلة في مسلسل جديد                                        | إيمي برينيمان |
| 2000  | مهرجان دليل التلفزيون                     | أفضل مسلسل جديد                                                 | المسلسل       |
| 2000  | مهرجان مشاهدي الجودة التلفزيوني           | أفضل ممثلة ساندة في مسلسل درامي ذو جودة عالية                   | تاين دالي     |
| 2000  | مهرجان الفنانين الصغار                    | أفضل مسلسل تلفزيوني درامي عائلي                                 | المسلسل       |
| 2001  | مهرجان الفنانين الصغار                    | أفضل ممثلة طفلة أصغر من 10 سنوات في مسلسل تلفزيوني كوميدي/درامي | كارل وارين    |
| 2001  | مهرجان دليل التلفزيون                     | ممثلة السنة في مسلسل درامي                                      | إيمي برينيمان |
| 2001  | مهرجان دليل التلفزيون                     | ممثلة السنة المساندة في مسلسل درامي                             | تاين دالي     |
| 2003  | مهرجان إيمي                               | أفضل ممثلة مساندة في مسلسل درامي                                | تاين دالي     |
| 2003  | مهرجان أسكاب للسينما والتلفزيون والموسيقى | أفضل مسلسل تلفزيوني                                             | المسلسل       |
| 2004  | مهرجان أسكاب للسينما والتلفزيون والموسيقى | أفضل مسلسل تلفزيوني                                             | المسلسل       |
| 2006  | مهرجان أسكاب للسينما والتلفزيون والموسيقى | أفضل مسلسل تلفزيوني                                             | المسلسل       |
| ----- | ----------------------------------------- | --------------------------------------------------------------- | ------------- |

## روابط خارجية
- القاضية إيمي على موقع IMDb (الإنجليزية)
- القاضية إيمي على موقع ميتاكريتيك (الإنجليزية)
- القاضية إيمي على موقع روتن توميتوز (الإنجليزية)
- القاضية إيمي على موقع أول موفي (الإنجليزية)
- القاضية إيمي على موقع فيلمافينيتي (الإسبانية)
- القاضية إيمي على موقع كينوبويسك (الروسية)
- القاضية إيمي على موقع ألو سيني (الفرنسية)
- القاضية إيمي على موقع قاعدة بيانات الفيلم (الإنجليزية)